# مری ویلرز، کنتس باکینگهام
مری ویلرز، کنتس باکینگهام (انگلیسی: Mary Villiers, Countess of Buckingham؛ حدود ۱۵۷۰ – ۱۹ آوریل ۱۶۳۲) اشرافی بریتانیایی بود. او شاید بیشتر به‌عنوان مادر جرج باکینگهام، سوگلی سلطنتی، شناخته شده است.
به نظر می‌رسد مری نخستین کسی بود که تشخیص داد جرج، پسر دومش، توانایی تبدیل به چهره سیاسی مهم را دارد. اگرچه گفته می‌شد که او هنگام ازدواج با پدر جرج بی‌پول بود، اما به نحوی پولی پیدا کرد تا او را به دربار فرانسه بفرستد، جایی که او مهارت‌های درباری، از جمله شمشیربازی و رقصیدن را آموخت و تا حدودی به زبان فرانسه تسلط یافت. پس از کسب سرمایه لازم برای یافتن لباس شایسته، مری او را به دربار انگلستان فرستاد، جایی که جرج به سرعت سوگلی جدید پادشاه جیمز یکم شد.